# Annapolis Royal, Nova Scotia
Annapolis Royal este un oraș (engleză town), municipalitate și sediul comitatului Annapolis din provincia Nova Scotia din Canada.

## Geografie
Orașul este situat în partea vestică a comitatului Annapolis. 

## Demografie
Conform recensământului canadian din anul 2016 avea o populație de 491 de locuitori.

## Istoric
Localitatea a fost întemeiată sub denumirea de Port Royal și a existat ca atare până la cucerirea Acadiei de Marea Britanie în anul 1710. 
Port Royal a fost fondat de imperiul colonial francez în 1605. Drept urmare, Annapolis Royal este în prezent cea mai veche localitate fondată de europeni, cu locuire continuă, situată la nord de Saint Augustine din statul Florida.